# Pullay
Pullay – miejscowość i gmina we Francji, w regionie Normandia, w departamencie Eure.
Według danych na rok 1990 gminę zamieszkiwało 328 osób, a gęstość zaludnienia wynosiła 27 osób/km² (wśród 1421 gmin Górnej Normandii Pullay plasuje się na 587 miejscu pod względem liczby ludności, natomiast pod względem powierzchni na miejscu 238).